# Florida Cup de 2019
Florida Cup de 2019 (em português: Torneio da Flórida de 2019) foi a quinta edição deste torneio amistoso anual realizado na Flórida, Estados Unidos.

## Regulamento
O formato de classificação desta edição será o mesmo da edição de 2015, onde as equipes — separadas em dois grupos: Brasil e Europa — jogarão duas partidas contra clubes do outro grupo.
A vitória garante três pontos. No caso de empate, haverá disputa por pênaltis e a equipe vencedora marca dois pontos (um ponto pelo empate e outro extra), enquanto que a perdedora ficará com um ponto (pelo empate).
Os critérios de desempate são, nesta ordem (seguindo regras da FIFA):
1. Número de vitórias
2. Saldo de gols
3. Confronto direto
4. Gols marcados
5. Fair play

## Participantes
| País          | Clube               | Cidade         | Confederação | Liga       |
| ------------- | ------------------- | -------------- | ------------ | ---------- |
| Brasil        | Flamengo            | Rio de Janeiro | CONMEBOL     | Série A    |
| Brasil        | São Paulo           | São Paulo      | CONMEBOL     | Série A    |
| Alemanha      | Eintracht Frankfurt | Frankfurt      | UEFA         | Bundesliga |
| Países Baixos | Ajax                | Amsterdam      | UEFA         | Eredivisie |

## Classificação
| Pos. | Clube               | Pts | J | V | VP | DP | D | GP | GC | SG |
| ---- | ------------------- | --- | - | - | -- | -- | - | -- | -- | -- |
| 1    | Flamengo            | 5   | 2 | 1 | 1  | 0  | 0 | 3  | 2  | +1 |
| 2    | Ajax                | 4   | 2 | 1 | 0  | 1  | 0 | 6  | 4  | +2 |
| 3    | Eintracht Frankfurt | 3   | 2 | 1 | 0  | 0  | 1 | 2  | 2  | 0  |
| 4    | São Paulo           | 0   | 2 | 0 | 0  | 0  | 2 | 3  | 6  | –3 |

## Jogos
| 10 de janeiro | Ajax                       | 2 – 2                | Flamengo       | Orlando City Stadium, Orlando |
| 22:00 (UTC−3) | Huntelaar 16' · Labyad 34' | Reportagem Relatório | 18', 43' Uribe | Árbitro: USA Estaban Rosano   |

|                                            |       | Penalidades                          |  |
| Labyad Traoré Dani De Wit Veltman Magallán | 3 – 4 | Piris Da Motta Rodinei Trauco Berrío |  |

Man of the Match: Fernando Uribe (Flamengo)
```
https://twitter.com/Florida_Cup/status/1083564262717575168
```

| Ajax | Flamengo |

| 10 de janeiro | Eintracht Frankfurt                | 2 – 1                | São Paulo | Al Lang Stadium, São Petersburgo |
| 22:00 (UTC−3) | Rebić 9' (pen) · Igor Vinícius 64' | Reportagem Relatório | 55' Nenê  | Árbitro: USA Andrew Musashe      |

Man of the Match:Rebić(Frankfurt) https://twitter.com/Florida_Cup/status/1083563031735484417
| Frankfurt | São Paulo |

| 12 de janeiro | São Paulo                  | 2 – 4      | Ajax                                                              | Orlando City Stadium, Orlando |
| 16:00 (UTC−3) | Hernanes 21' · Brenner 64' | Reportagem | 56' Van de Beek · 72' (pen) Tadić · 78' Dolberg · 90' David Neres | Árbitro: USA Elvis Osmanovic  |

Man of the Match: de Ligt(Ajax) https://twitter.com/Florida_Cup/status/1084187234285350912
| São Paulo | Ajax |

| 12 de janeiro | Flamengo       | 1 – 0               | Eintracht Frankfurt | Orlando City Stadium, Orlando |
| 19:00 (UTC−3) | Jean Lucas 40' | Reportagem Detalhes |                     | Árbitro: USA Madcid Coric     |

Man of the Match:Cuéllar (Flamengo)
```
https://twitter.com/Florida_Cup/status/1084237785752653824
```

| Flamengo | Frankfurt |

### Premiação
MVP(Melhor jogador do Torneio): Fernando Uribe (Flamengo)
| Florida Cup de 2019           |
| Brasil                        |
| ----------------------------- |
| FLAMENGO Campeão (1.º título) |

## Torneio de Lendas
Esta foi a primeira edição a contar com um torneio de lendas. Chamado de Florida Cup Legends 5 vs 5 Tournament, o torneio foi disputado em 8 de janeiro pelas mesmas quatro equipes desta edição e que foram formadas por jogadores lendários que alguma vez já vestiram suas camisas. As partidas foram disputado em uma mini arena montada na Universal Studios, e as equipes eram formadas por cinco jogadores, em dois tempos de 15 minutos cada. O evento foi transmitido através do canal oficial da Florida Cup no Facebook.
As equipes foram formadas pelos seguintes jogadores:
| Ajax Legends                                                             | Eintracht Frankfurt Legends                                                         | Flamengo Legends                                                                           | São Paulo Legends                                                    |
| ------------------------------------------------------------------------ | ----------------------------------------------------------------------------------- | ------------------------------------------------------------------------------------------ | -------------------------------------------------------------------- |
| Van der Sar (G) Aron Winter Mario Melchiot Richard Witschge John O'Brien | Oka Nikolov (G) Charly Körbel Pável Pardo Fredi Bobič Christoph Preuß Uwe Bindewald | João (G) Renato Abreu Fellype Gabriel Zinho Thiago Coimbra Bruno Coimbra Caio Ribeiro Zico | Lucas Bosco (G) Diego Lugano Denílson Falcão (futsal) Raí Ivan Rocha |

Ao final do torneio, o Flamengo tornou-se campeão, batendo o São Paulo em uma disputa de pênaltis, após empate no tempo normal por 5–5.

### Partidas
| 8 de janeiro | Flamengo Legends | 2 – 1      | Eintracht Frankfurt Legends | Mini arena montada na Universal Studios, Orlando |
|              | Bruno Coimbra    | Reportagem | Fredi Bobič                 |                                                  |

| 8 de janeiro | São Paulo Legends                       | 5 – 4      | Ajax Legends                                  | Mini arena montada na Universal Studios, Orlando |
|              | Denílson · Falcão (futsal) · Ivan Rocha | Reportagem | John O'Brien · Richard Witschge · Aron Winter |                                                  |

#### Final
| 8 de janeiro | Flamengo Legends                       | 5 – 5      | São Paulo Legends                         | Mini arena montada na Universal Studios, Orlando |
|              | Fellype Gabriel · Bruno Coimbra · Zico | Reportagem | Denílson · Falcão (futsal) · Diego Lugano |                                                  |

|                               |       | Penalidades              |  |
| Fellype Gabriel Bruno Coimbra | 2 – 1 | Denílson Falcão (futsal) |  |

### Premiação
| Torneio de Lendas da Florida Cup de 2019 |
| Brasil                                   |
| ---------------------------------------- |
| FLAMENGO LEGENDS Campeão (1.º título)    |